# Дилияннис, Теодорос
Теодорос Дилияннис (греч. Θεόδωρος Δηλιγιάννης), также Теодорос Делияннис (Θεόδωρος Δελιγιάννης; 19 мая 1824, Лангадия, Греция — 31 мая 1905, Афины, Греция) — греческий юрист и государственный деятель, депутат парламента и министр. В период 1885—1903 годов стал пять раз премьер-министром Греции. Наряду с Харилаосом Трикуписом доминировал в политической жизни Греции в 1880—1890-х годах, установив в стране по сути двухпартийную систему:56.

## Биография
Родился в 1824 году в аркадийском селе Лангадия, когда на Пелопоннесе шли бои Освободительной войны. Был сыном участника войны, Панагоса Дилиянниса, и внуком крупного землевладельца Иоанниса Дилиянниса:66.
В 1843 году окончил юридический факультет Афинского университета. Начал свою политическую деятельность будучи делегатом на втором национальном собрании в 1862 году:56. Избирался депутатом парламента с 1862 года.
Впервые был назначен министром в 1863 году (министр внутренних дел в правительстве Д. Кирьякоса):216. Занимал посты министра иностранных дел, министра финансов, министра по делам церкви (правительства Константина Канариса в 1877 году и Александра Кумундуроса в 1878 году) и министра внутренних дел в других правительствах.
В 1885 году впервые стал премьер-министром:56. Ещё четырежды кратковременно возглавлял греческие правительства (1885—1886, 1890—1892, 1895—1897 и 1902—1903).
Был военным министром в 1886, 1890, 1903 годах:294.

### Русско-турецкая война
В период Русско-турецкой войны 1877—1878 годов западные правительства, и в основном Британия, оказывали давление на Грецию, чтобы она не вступила в войну на стороне России. Под давлением демонстраций народа на улицах Афин с 14/26 по 16/28[что?] января, король поручил формирование правительства Александру Кумундуросу и 19—31 января парламент разрешил ему занять Фессалию. В тот же день было подписано русско-турецкое перемирие. 21 января — 2 февраля 25 тысяч греческих солдат перешли османскую границу и вступили в Фессалию. В то же время, Дилияннис объявил западным державам, что единственным желанием Греции является защита её граждан, но не война против Турции. Одновременно критский революционный комитет объявил о воссоединении Крита с Грецией:201. Западные державы выразили протест против этих действий и Дилияннис, который искал повод, чтобы уйти от народного давления, попросил иностранных послов, «чтобы на него надавили». Послы исполнили его просьбу и правительство, которое к тому времени получило информацию о русско-турецком перемирии, 25 января—6 февраля издало приказ о отзыве войск. Однако часть солдат отказалась исполнять приказ и присоединилась к иррегулярным греческим силам. Кумундурос и Дилияннис надеялись, что их жест будет вознаграждён британской поддержкой при решении вопроса державами. При этом, они продолжали оказывать негласную поддержку греческим революционерам в Македонии:202.

### Берлинский конгресс
Представлял Грецию на Берлинском конгрессе в 1878 году, «с правом речи, но не голоса». Он ограничил территориальные претензии Греции Критом, Эпиром и Фессалией. Но конгресс принял решение оставить Крит под османским контролем, сохраняя внутренний статус 1868 года. И в других вопросах добился лишь утешительных слов Дизраэли, что «у Греции будущее впереди» и ей следует показать терпение:207.
Терпение Греции было непродолжительным. Пустые обещания, данные Дилияннису, привели к мобилизации греческой армии в 1880 году. Вероятность греко-турецкой войны привела к вмешательству западных держав:210. В конечном итоге, в 1881 году Греции была предоставлена Фессалия, кроме епархии Элассоны, и епархия Арта в Эпире:16.

### Первое правительство Дилиянниса
В 1883 году, после смерти Александра Кумундуроса, он возглавил консервативную «Национальную партию» и препятствовал реформаторской деятельности Харилаоса Трикуписа, начатой последним в 1881 году:17. На этом посту заявлял, что он «воюет против всего, что поддерживает Трикупис»:217. Демагогия Дилиянниса находила отклик у той части населения, которую задевала налоговая система Трикуписа:18. В апреле 1885 году впервые стал премьер-министром:56:216. Развил в своей партии систему личных услуг, считая что эта система, в отличие от либерализма делает людей более счастливыми:218. Реформы Трикуписа потребовали увеличения налогообложения на 12 %. Но и таким образом не удалось сбалансировать бюджет и бюджетный дефицит достиг в 1885 году 60 млн драхм. Приняв правление страной, ограничил расходы даже на образование и остановил реформы Трикуписа:225.

### Кризис 1885 года
В 1885 году, в начале правления Диллияниса, созданное Россией Княжество Болгария аннексировалο Восточную Румелию. Эта аннексия непосредственным образом влияла на греческие национальные и экономические интересы.
Он выразил протест против нарушения положений Берлинского конгресса и потребовал компенсаций.
Сербия пошла ещё дальше. Последовала болгаро-сербская война:213. В Греции, «как принято, без необходимой подготовки», политические лидеры начали поднимать народ. Появились разные патриотические организации, требующие начать войну против Турции. Дилияннис, под народным давлением, начал военные приготовления и 13 — 25 сентября мобилизовал в армию несколько призывов резервистов. Дилияннис опять заявил, что Греция не намерена объявлять войну Турции. Последовал демарши «держав» отозвать мобилизацию. Но закулисно, Франция и Россия советовали ему не уступать. В феврале «державы» предъявили Греции ультиматум. Дилияннис предложил поэтапную демобилизацию. «чтобы избежать революции»:214. Предложение не было принято. В результате, объединённые флоты европейских, государств ведомые Британией, начали в апреле 1885 года морскую блокаду Греции. Блокада продлилась почти год:255. Дилияннис был вынужден уйти в отставку. 9—21 мая к власти пришёл Трикупис, который прекратил начавшиеся на греко-турецкой границе стычки и произвёл демобилизацию армии. Греция разделилась -половина греков считала «Трикуписа предателем, а Дилиянниса героем», другая половина считала Трикуписа спасителем страны а Дилиянниса безответственным политиком:215. К тому же мобилизация увеличила бюджетный дефицит с 60 до 66 млн драхм:226.

### Второе правительство Дилиянниса
В октябре 1890 года он победил Трикуписа на парламентских выборах и сформировал своё второе правительство (октябрь 1890 — февраль 1892):221. Но король Георг I был недоволен экономическими программами Дилиянниса и его «безответственной внешней политикой». Король отправил Дилиянниса в отставку, несмотря на его большинство в парламенте и полученный вотум доверия. Воинские части, получавшие приказы напрямую от королевского двора и игнорировавшие указания военного министра, окружили парламент. Попытки Дилиянниса организовать демонстрации своих сторонников были безуспешны. Его политический противник, Трикупис, позже согласился, что акция была антиконституционной, выразил согласие с отставкой Дилиянниса, но отказался возглавить новое правительство до проведения выборов. Выборы были проведены в мае 1892 года служебным правительством. Трикупис победил на них и возглавил правительство в июне:222.

### Банкротство Греции
Возрождённое греческое государство обросло долгами уже с самого начала Освободительной войны и продолжало быть должником иностранного капитала на протяжении века:196. В период между 1879—1890 годов Греция согласовала получение 6 новых займов, на общую сумму в 630 млн драхм.
Из этой суммы в действительности Греция получила только 459 млн, в силу того что займы предоставлялись в 25—30 % ниже своего номинального значения. Бо́льшая часть этих денег шла на закупку оружия за границей и выплаты процентов предыдущих займов. В распоряжение правительства оставалось 100 млн драхм, бо́льшая часть которых шла на закрытие дыр бюджета. Денег на развитие не было. В результате национальный долг продолжал расти, несмотря на удвоение налогообложения в период 1873—1893 годов.
К концу этого периода долг поглощал треть доходов. Ситуация обострилась, когда рухнул международный рынок изюма, который в тот период был важной составляющей греческого экспорта. Страна стояла перед банкротством. Трикупису не удавалось получить новый заём и он волюнтаристски обрезал процент выплат старых займов на 70 %. Это обеспокоило держателей облигаций.
Премьер-министр Трикупис был великим реформатором и государственным деятелем, много сделавшим для развития инфраструктуры страны и флота. Но в народе более всего известен своей исторической фразой «к сожалению мы обанкротились» (1893 год):37. Но если британские держатели облигаций вели себя сдержанно, то остальные, и прежде всего немецкие, требовали, создания международного комитета по контролю греческих финансов. Кроме «личной ненависти» германского кайзера к греческому монарху, более существенной была позиция германских капиталистов, держателей греческих облигаций, потерявших при этом банкротстве значительные суммы. Самым влиятельным из них был личный банкир Вильгельма Герсон Блейхрёдер:224.
Дакин пишет, что Трикупис переоценил производительные возможности греческой экономики, несмотря на все положительные стороны его реформ. Тот же Дакин пишет, что одно было очевидно, что Греция не располагала средствами следовать динамичной внешней политике, против политики объединённых держав:227. Г. Руссос пишет, что те кто приобрели греческие облигации до 1897 года и продали их после последовавшей войны и установления международного контроля над Грецией, сколотили огромные состояния. Среди них были не только немецкие банкиры и кайзер, но и греческие банкиры и члены греческой королевской семьи.

### Династические и политические отношения перед Критским восстанием
Вильгельм II (германский император) выдал свою сестру Софию замуж за греческого принца Константина (будущий Константин I (король Греции) и торопился поставить его на греческий трон как германофила, вместо Георга I:29. Антиэллинизм кайзера отчасти объяснялся германской политикой на юго-востоке, ставившей целью незыблемость Османской империи и её усиление в интересах 2-го Райха. Критское восстание послужило прекрасным поводом для кайзера, чтобы проявить султану своё туркофильство:61. В дополнение к этому, кайзер питал личную ненависть к своему родственнику, греческому королю. В свою очередь Георг, происходивший из датской династии Гликсбургов и помнивший, что Германия в 1862 году отняла у царства его родителей две провинции, отвечал ему теми же чувствами. С началом кризиса на Крите кайзер заявлял: «Этот маленький король постоянно обращён к своему племяннику, русскому царю. К своему зятю, принцу уэльскому. К императору Австрии и к республиканской Франции. На меня, брата его невестки, самого могущественного из монархов, он даже не смотрит! Кто он такой, в конце концов»
(Георг был женат на российской великой княжне Ольге. Эдуард VII был женат на сестре Георга Александре:63. Если английский премьер Солсбери, Роберт был против соединения Крита с Грецией, то старая Виктория (королева Великобритании) хотела помочь Греции, поддерживаемая в этом своим сыном Эдуардом, невесткой Александрой и своей дочерью, бывшей германской императрицей Августой (Виктория Саксен-Кобург-Готская (императрица Германии)) матерью греческой принцессы а в будущем королевы Софии. Виктория просила передать кайзеру, через посла в Берлине, что она удивлена и пришла в ужас от грубого языка, который он применяет по отношению к стране, где живёт его сестра".

### Критский кризис
С окончанием Греческой революции в 1829 году, остававшийся
под османским контролем, остров Крит постоянно восставал.
Когда к концу 80-х годов на острове стало назревать очередное восстание и «Критский комитет» стал развивать бурную деятельность на территории Греческого королевства, Трикупис старался не обострять отношения с «Державами» и Османской империей.
В свою очередь, Дилияннис, пришедший к власти в 1890 году, также пытался приглушить деятельность «Критского комитета» на территории Греческого королевства:228.
В декабре 1895 года турки назначили правителем Турхан-пашу, после чего «комитет» был преобразован в «революционное собрание». Тем временем «комитет» стал получать поддержку тайной греческой организации «Этники Этерия», готовившей также восстания в Македонии и Эпире:229.
В деятельности «Этерии», созданной в 1894 году и остававшейся тайной до 1896 года, историками не получен до конца ответ на факт, что к завершению её существования руководителем организации стал ярый германофил, а другой член руководства имел тайные связи с германским генштабом. С другой стороны, королевский двор был полностью информирован о деятельности Этерии. Король демонстрировал офицерам, что не трон, а политики (в данном случае Дилияннис) препятствовали деятельности Этерии, что как пишет Т. Герозисис, «в определённой степени было верным»:225.

### Критское восстание
В ответ на турецкие преследования «комитет» начал действовать. 6 — 18 мая 1896 года были окружены 1600 турецких солдат в Вамос. С большим трудом туркам удалось их освободить. В ответ турки начали резню населения в Ханья. Греческое правительство бездействовало. После высадки новых турецких войск на остров стали прибывать добровольцы и оружие из Греции, но не от правительства, а от «Этерии».
Хотя военный министр предложил правительству войти в контакт с «Этерией», чтобы контролировать её, Дилияннис оставался нерешительным и, напротив, усилил гарнизоны на северной границе, чтобы препятствовать отправке иррегулярных отрядов в Македонию:230.
В июне 1896 года греческие офицеры, «дезертировавшие из армии», захватили в Пирее пароход «Мина», на котором отправились на Крит:226. Австрия предложила назначить правителем христианина, созвать Критское собрание и предоставить амнистию. Турки приняли предложение. После чего «Державы» нотой от 24 июня—6 июля потребовали от Афин прекратить отправку добровольцев и оружия на Крит.
Критское собрание требовало автономии, подобной автономии Самоса (Княжество Самос). Игнорирование турецкими военными правителя-христианина привело к возобновлению боёв и резни:230.

### Вмешательство «Держав»
Предложение Германии о морских операциях против Греции, а также Австрии о «мирной блокаде» Крита было отклонено Британией. 13/25 августа турки представили новые предложения реформ, которые не были отклонены греческим правительством и «комитетом».
В то же время греческая оппозиция и «Этерия» продолжили свою деятельность, что давало возможность туркам отвечать репрессиями и указывать «Державам», что критяне ведут себя безответственно.
Последовали новые бои и резня населения:231.

### Резня
13 января 1897 года началась резня христиан местными мусульманами, при участии турецких солдат, в Ираклионе и Ретимноне. 18 января «методическая резня» распространилась на Ханья. 23 января мусульмане сожгли христианские кварталы города. Европейские консулы были вынуждены перебраться на военные корабли.

### Отправка греческих кораблей
Уступая народному давлению, премьер Дилияннис послал к Криту маленькую группу кораблей, под командованием Аристида Райнека:231.
При этом, Дилияннис заявил турецкому послу, что миссия кораблей — мирная:46.
Согласно некоторым историкам, не премьер, а король Георг, при британском поощрении, принял это решение.
Этот шаг привёл к тому, что повстанцы водрузили греческий флаг в пригороде Хания, Халепе и провозгласили воссоединение с Грецией 25 января 1897 года:43.
Провозглашение «энозиса» вызвало протест послов «Держав». Заверения греческого премьера о мирной роли греческих кораблей были соблюдены. Только капитан К.Зотос, командир лёгкого крейсера «Адмирал Миаулис», решился остановить двумя залпами турецкий транспорт, перебрасывавший башибузуков из Ираклиона в Сития:44.

### Дипломатическая изоляция
В британском парламенте Кёрзон, Джордж Натаниэл заявлял, что поведение турецкой армии на Крите «отличное» и что атакующие «скорее всего христиане», опровергая зверства турок. Только Гладстон, Уильям выступил в защиту Греции. Фракция Солсбери, Роберта провела свою линию в английской прессе, которую поддержала и французская пресса. Более агрессивной была немецкая пресса, за которой стояли кайзер и банковский капитал, понёсший убытки от греческого банкротства и жаждущий греческого поражения, для установления международного экономического контроля над Грецией.
Более полно дипломатическая обстановка была выражена австрийским двором: «если все „Державы“ сотрудничают, с целью сохранения турецкой неприкосновенности, Критское восстание останется по необходимости без результатов»:45.

### Отправка греческого корпуса на Крит
1 / 13 февраля 1897 года на остров был послан наспех сколоченный корпус греческой армии, во главе с полковником Вассосом, адъютантом короля, чтобы занять остров от его имени.
Корпус насчитывал 1500 бойцов:47.
По прибытии корпуса на Крит (1/13 февраля), остров был под покровительством «Великих держав», высадивших здесь войска.
Вассос высадился 24 км западнее Ханья, где его с радостью встречали 5 тысяч критян. На следующий день Вассос предпринял наступление, заняв монастырь Гониес. Из монастыря он обнародовал прокламацию «от имени Короля эллинов», провозглашая что Крит освобождён:49.
При продвижении Вассоса к Ханья, перед ним предстал итальянский офицер, как представитель 5 европейских адмиралов и объявил, что город находится под защитой «держав». Международная оккупация города прерывала вмешательство Греции на Крите и «Критский вопрос был отброшен этой акцией в тупиковый лабиринт дипломатии»:50.
Вассосу было запрещено вести военные действия в радиусе 6 км от города, а греческим кораблям было запрещено препятствовать высадке турецких войск:51.
3/15 февраля «Державы» высадили десанты и призвали Грецию отозвать свои войска. Греция отказалась. Это вызвало гнев кайзера, призвавшего к блокаде греческих портов, что привело бы к возведению на трон принца Константина. Германское предложение было отклонено Британией. Было принято предложение Франции, поддержанное Россией, согласно которому Крит получал автономный статус, оставаясь частью Османской империи.
Предложение было принято турками. Греция была готова отозвать корабли, но хотела оставить корпус на острове, для соблюдения порядка. Греция также требовала проведения референдума.
Трения между Державами были разрешены, они пришли к соглашению.
У Вассоса были «связаны руки», но он не оставался в бездействии. 6 февраля его корпус, при поддержке повстанцев, взял крепость Вуколиа на дороге к Ханиа. Согласно французскому писателю Henry Turot повстанцы взяли в плен 600 мусульман:96.
7 февраля, корпус Вассоса сразился с 4 тысячами турок при Ливадиа и одержал «славную победу». Турки потеряли 500 человек убитыми и 107 пленными. Остальные разбежались, преследуемые до Хания, где нашли защиту у европейских войск. При этом греческие историки характеризуют победу «Пирровой», но не по причине потерь. Победа Вассоса и лёгкость с которой она была одержана оказала поддержку в Греции политическому крылу, выразителем которого была «Этерия», и требующего объявления войны Османской империи. «Если один-единственный корпус одерживает столь лёгкие победы, то что произойдёт когда в бой вступит вся армия ?»:52.
Греция шла к «странной войне, которая являлась игрой королевского двора с западноевропейскими финансовыми кругами и стала национальной изменой»:152.

### Ультиматум
Греческое правительство не отзывало корпус Вассоса, но не присылало подкреплений. Адмиралы «Держав» призвали повстанцев сложить оружие. 22 февраля повстанцы осадили город Иерапетра. Вмешался, итальянский, броненосец, выпустив 40 снарядов и вынудил их отойти:77. Позиция европейских монархий была выражена послом России в Париже: «Крит ни в коем случае не может соединиться с Грецией в сегодняшних обстоятельствах»:58 и была повторена в ультиматуме Держав греческому правительству 2 марта 1897 года:107.
6/18 марта была объявлена морская блокада Крита. 11/23 марта «Державы» высадили на остров 3000 моряков. Англичане заняли Ираклион, русские Ретимнон, французы Сития, итальянцы Хания, немцы Суда и австрийцы Киссамос:227.
Греческие корабли были отозваны. Корпус Вассоса оставался на острове, но был обречён на бездействие. Ещё одно Критское восстание завершалось, не добившись воссоединения с Грецией:83
«Державы» подбирали нового правителя. Россия предложила принца Георга, второго сына греческого короля, турки настаивали что правителем должен быть турецкий подданный:232.
Кайзер противился решению вопроса, но принял предложения других «Держав». «Кайзера интересовал не Крит, а разрушение Греции»:84.

### Странная война 1897 года
Ещё в октябре 1896 года Дилияннис нашёл компромисс с кредитοрами Греции:226, но «по неизвестной причине» не подписал соглашения.
"Была необходимость найти решение, способ принуждения Греции подчиниться международному контролю. Была необходимость в этом сатанинском плане сделать несознательными инструментами политиков Греции, её народ, армию, флот, всё избранное чем располагала страна (..) Была необходимость разыграть кровавую комедию против чести нации (..) и комедия была разыграна под именем «война 1897 года» (..)
Дилияннис, этот хитрый старик, был обманут Георгом. И только к концу этой «кровавой комедии» он также осознал, что Греция попала в западню и воскликнул на французском: Quelle machine infernale (Какая адская машина):236.
Османская империя готовилась к войне. С другой стороны «Этерия» начала отправлять в Македонию 34 отряда иррегулярных бойцов, среди которых были и итальянские добровольцы.
Это обеспокоило Россию. Английский историк Д.Дакин пишет, что Россия не была враждебна к греческим претензиям на Крит, но греческие претензии на севере препятствовали её планам эпохи панславизма. Россия предложила блокаду, самого северного тогда, греческого порта Волос (город). Предложение было отклонено Британией:233.
Дипломатические отношения между Грецией и Османской империей были прерваны 17 апреля.
Отряды Этерии проникли на османскую территорию но после отражения их действий османскими войсками вернулись на греческую территорию.
Это предоставило туркам искомый ими повод для начала войны.
В тот же день в парламенте Диллиянис представил Турцию как начавшую войну «которую мы обязаны принять и приняли»:152.
Участники последовавшей войны в Фессалии и Эпире, в особенности итальянские добровольцы, утверждали что отход греческой армии был запланирован до начала войны. Чиприани, Амилкаре писал о «предрешённом, запрограммированном отходе». Другой итальянский доброволец обращался к грекам «popolo tradito» (преданный народ). Примечательно что и турецкий генштаб в своём докладе «признаёт мужество греческих войск», но в заключении пишет что «греки не проявляли намерение воевать действительно» (de ne pas combattre serieusement) и именует эту войну «симуляцией войны» (simulacre de guerre). В последней строчке этого доклада: «Следуя из этого, мы считаем, что Высшее греческое военное командование имело приказ оставлять шаг за шагом территорию, не ставя под угрозу жизни своих солдат»:144.
Когда из Фессалии стали приходить новости, ситуация в столице начала выходить из под контроля.
Дабы избежать революционного взрыва, королевский двор попросил Дилиянниса подать в отставку Дилияннис отказался. Тогда король Георг распустил правительство Диллияниса 18/30 апреля и поручил формирование нового правительства лидеру оппозиции Д. Раллису:173.
Своей акцией король разрядил кризис и, главное, гнев против трона:202.
Эта странная война была остановлена после вмешательства русского императора Николая II 5/17 мая 1897 года. Прекращение войны означало и прекращение Критского восстания:193.
Из войны вышел героем полковник Смоленски, Константинос.
Раненная национальная душа обоготворила Смоленски. Если бы у него были более далёкие планы и амбиции он бы мог стать хозяином ситуации и диктатором. «К сожалению, Дилияннис завлёк его в политику и использовал его славу героя в своих партийных интересах». Когда герой стал (военным) министром он растратил свой престиж, завоёванный на полях сражений:239.

### После войны
Новое греческое правительство в апреле 1897 года отозвало корпус Вассоса с острова:234.
Греция практически не теряла территорий, но была обязана выплатить Османской империи компенсацию.
По предложению России и при поддержке Британии принц Георг стал правителем острова.
Турки не спешили с выводом войск с Крита. Это привело к новым волнениям. 25 августа/ 6 сентября были убиты 500 христиан и 14 британских моряков. Британия, Франция, Россия и Италия потребовали эвакуацию турецких войск в течение 15 дней. Турки, рассчитывая на поддержку Германии, медлили. 28 октября / 9 ноября адмиралы 4-х держав предъявили им ультиматум.
31 августа/ 12 сентября турецкие войска оставили Крит.
18/30 ноября четыре «Державы» объявили Османской империи, что принц Георг избран правителем Крита.
Принц прибыл на Крит в декабре 1898 года.
Крит стал автономной провинцией. Согласно Дакину, Крит практически был обещан Греции, которая несмотря на исход войны 1897 года оказалась в выигрыше. Он считает, что Греция обязана этому Британии и России, которые несмотря на антагонизм, ещё раз объединили силы против Германии в юго-восточной Европе:236.
Perris Land в своей работе «Восточный кризис в 1897 году» рассматривает события следующим образом: «…война 1897 года была лже-войной, виртуальной дипломатической войной, во первых для установления международного экономического контроля над Грецией, на который не мог согласиться ни король, ни правительство, ни парламент, поскольку это являлось ограничением независимости государства ….Что следовало сделать ? Деятели капитала были тогда всемогущими … была выдумана эта война, как средство утверждения контроля… Во вторых была позолочена пилюля назначением греческого принца Георга в качестве правителя Крита, продвигая таким образом Критский вопрос …То, что эта лже-война была спланирована заранее, очевидно из того факта, что военные приготовления Турции начались задолго до отправки Вассоса на Крит»:235.
Критское собрание, созванное после выборов 24 января /5 февраля 1899 года, провозгласило «Конституцию Критского государства».

### Последние годы Дилиянниса
Дилияннис пришёл к власти в последний раз в ноябре 1902 года, организовав по излюбленной им методике массовые народные демонстрации против увеличения налогообложения. По приходе к власти объявил о своих намерениях сократить число государственных служащих и депутатов парламента, и расходы на консульства:238.
Его предложения, в свою очередь, вызвали ответную реакцию и в июне 1903 года к власти пришёл Г. Теотокис:239.
С началом Борьбы за Македонию, политический лидер греков македонян епископ Герман (Каравангелис) поддерживал контакты с политиками в Афинах, включая Дилиянниса:248.

### Убийство Диллияниса

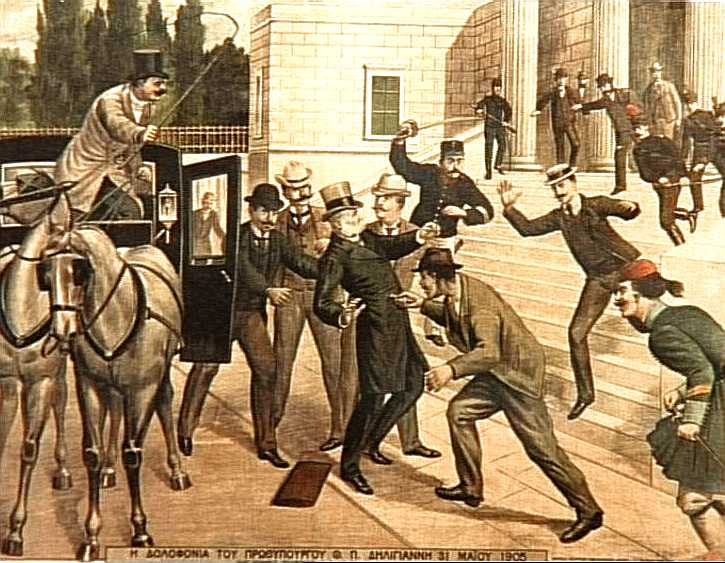
Убийство Теодороса Дилиянниса

Дилияннис был гонителем картёжных клубов, которые были бичом в то время.
Был убит 31 мая 1905 года на ступеньках (старого) Парламента Греции (ныне Национальный исторический музей Греции) картёжником и завсегдатаем картёжных клубов:56 Антониосом Геракарисом, по причине наложенного запрета на деятельность картёжных клубов.
По другой версии, убийство было следствием отказа Дилиянниса разрешить Критский вопрос (воссоединить Крит с Грецией).
Его забальзамированное сердце хранится в церкви Архангелов в родном селе Дилиянниса в Лангадиа Аркадии.